# Lijst van burgemeesters van Willige Langerak
Dit is een lijst van burgemeesters van de voormalige Nederlandse gemeente Willige Langerak tot die gemeente in 1943 opging in de gemeente Lopik.
| Ambtsperiode | Naam burgemeester                                  | Partij of stroming | Bijzonderheden |
| ------------ | -------------------------------------------------- | ------------------ | --- |
| 18?? - 1835? | Mattheus (M.) Lagerwerff                           |                    | tevens tijdens (deel van?) deze periode burgemeester van Cabauw en Zevender                                                        |
| 1835 - 1849  | Leendert (L.) Slingeland                           |                    | |
| 1849 - 1878  | Sebastiaan Ignatius van Nooten                     |                    | tevens burgemeester van Lopik (1848-1878), Cabauw (1850-1857), Zevender (1850-1857), Hoenkoop (1850-1852) en Jaarsveld (1852-1878) |
| 1878 - 1903  | Sebastiaan Ignatius Cambier van Nooten (1852-1930) |                    | tevens burgemeester van Lopik en Jaarsveld, later burgemeester van Maarssen en Maarsseveen                                         |
| 1903 - 1929  | K. Vink                                            | ARP                | tevens burgemeester van Lopik en Jaarsveld                                                                                         |
| 1929 - 1936  | Herman (H.M.) Oldenhof                             | ARP                | tevens burgemeester van Lopik en Jaarsveld                                                                                         |
| 1936 - 1943  | L. Schuman                                         | ARP                | tevens burgemeester van Lopik (1936-1969; behalve korte periode in 1945) en Jaarsveld (1936-1943)                                  |